# مراد باشا الخاص
مراد باشا الخاص هو سياسي عثماني شغل منصب والي في الدولة العثمانية.

## مناصبه
تولى المناصب التالية:
- والي الروملي